# اسرافیل محمدوف
اسرافیل محمدوف (ترکی آذربایجانی: İsrafil Məhərrəm oğlu Məmmədov؛ ۳۰ مه ۱۹۱۹ – ۱ مهٔ ۱۹۴۶) فرد نظامی اهل اتحاد جماهیر شوروی سوسیالیستی بود.
وی همچنین برندهٔ جوایزی همچون نشان لنین و قهرمان اتحاد شوروی شده‌است.